# Cantonul Cahors-Nord-Est
Cantonul Cahors-Nord-Est este un canton din arondismentul Cahors, departamentul Lot, regiunea Midi-Pyrénées, Franța.

## Comune
- Cahors (parțial, reședință)
- Lamagdelaine
- Laroque-des-Arcs
- Valroufié